# Pierre Blavi
Pierre Blavi, parfois appelé Pierre Blain ou encore Pierre Blau, né à la Garde-Guérin (Gévaudan) et mort le 12 décembre 1409 à Avignon, était un ecclésiastique français. Il fut élevé cardinal par l'antipape d'Avignon Benoît XIII, puis cardinal par l'antipape de Pise Alexandre V.

## Biographie
Pierre Blavi est né à la Garde-Guérin en Gévaudan. Il est parfois appelé Pierre de Rocheblave, et serait ainsi identifié avec le fils de Delphine de Grimoard, baronne de Rocheblave et sœur du pape Urbain V. Il est en effet parfois dit qu'il est de la famille du pape. Les noms de Pierre Blain ou Blau sont aussi utilisés pour le désigner.
Il fit ses études de droit à l'université de Montpellier puis à celle d'Avignon, où il enseigna également.
L'antipape Pierre de Lune, aussi appelé Benoît XIII, le créé cardinal avec le titre de cardinal-diacre de Saint-Ange le 12 décembre 1395. En 1403 il est nommé, à titre honorifique, trésorier de Nicosie. 
Quelque temps après, Pierre Blavi décide de se détacher de Pierre de Lune. Ainsi, en 1409, il se rend à Pise, où il participe à l'élection de l'antipape Alexandre V. Ce dernier lui donne le titre de cardinal de Saint-Jean-Saint-Paul
Il meurt à Avignon en cette même année 1409 et est inhumé à Villeneuve-lèz-Avignon, entre les églises Saint-André et Saint-Martin.

## Sources et références
1. ↑  La vie intellectuelle dans les domaines d'Anjou-Provence de 1380 à 1435, Alfred Coville, p. 549